# Per Stenmarck
Per Börje Gustaf Stenmark, född 29 januari 1951 i Ystads församling, Malmöhus län, död 31 januari 2013 i Skanör-Falsterbo församling, Skåne län, var en svensk moderat politiker, som var bosatt i Skanör. Han var riksdagsledamot för Malmöhus läns valkrets mellan 1979 och 1995, och då ledamot av trafik-, social- och lagutskottet.

## Biografi
Stenmarck var en av Sveriges första ledamöter av Europaparlamentet och var ledamot mellan 1995 och 2004. Moderat delegationsledare och ledamot av EPP-ED-gruppens Heads of National Delegations. Ledamot av Transportutskottet och Budgetutskottet. Budgetrapportör med ansvar att förbereda EU:s budget 2003. Ordförande i Europaparlamentets delegation till Estland och vice ordförande i Europaparlamentets delegation till Litauen för att förbereda dessa länders EU-medlemskap. Mottagare av Terra Mariana-korsets orden, "for merits to the Republic of Estonia". Senare verksam som konsult.   
Han har givit ut böckerna Magnus och det nya Europa (1998) samt Vart går Europa? Tankar före och efter... (2002).